# 山梨県富士北麓公園
山梨県富士北麓公園（やまなしけんふじほくろくこうえん）は山梨県富士吉田市上吉田字立石にあるスポーツ施設群を有する山梨県立の自然公園および都市公園である。指定管理者制度に基づき、公益財団法人山梨県スポーツ協会が指定管理者として運営管理を行っている。

## 概要
富士山の麓にあり、周辺を森林に囲まれている。緯度的には横浜市と変わらないが、標高990mから1,160m（競技場のある区域は1,035m）と高地にあるため冬になると降雪や凍結などにより屋外競技場の殆どが使用不可能になる。また、富士山麓独特の気象変化により霧が発生しやすく、球技を使用するスポーツでは試合および競技中止になることがよくあるが、晴天の時は富士山がよく見える絶景の場所でもある。
1977年（昭和52年）3月16日に都市計画が決定され整備開始、かいじ国体が開催されるまでに陸上競技場や野球場、体育館が整備された。また、調整池や遊歩道なども整備された。かいじ国体開催後は目立った改修は行われていなかったが、ラグビーワールドカップ2019および2020年東京オリンピックの合宿誘致を目指すことから大幅な改修工事が行われ、ウエイトトレーニング室および屋内練習走路などが整備された。ラグビーWCではフランス代表のキャンプ地に、東京五輪では陸上短距離日本代表の事前キャンプ地および7人制ラグビーのフランス代表（男子・女子）のキャンプ地に内定している。

## 施設

### 陸上競技場
正式名称は山梨県富士北麓公園陸上競技場（やまなしけん・ふじほくろくこうえん・りくじょうきょうぎじょう）であるが、単に富士北麓競技場と呼ばれることがある。
Jリーグの使用実績として2000年のJリーグ公式戦でヴァンフォーレ甲府がホームゲームを開催し、Jサテライトリーグの試合でも2009年まで利用された。なお2024年時点ではJ1リーグおよびJ2リーグの開催基準を満たしていないため使用不可であり、J3リーグでも整備計画を明らかにしない限り本拠地としては使用不可である。その他、2013年にはヴァンフォーレの夏季キャンプに利用され、2014年の第38回全国地域サッカーリーグ決勝大会でも1次ラウンド会場の一つとして用いられたほか、2015年世界陸上競技選手権大会の陸上日本代表の合宿地としても利用されている。
2018年4月に夜間照明設備が設置され、夜間の競技も可能となった。
2019年9月1日、富士北麓陸上競技場での日本グランプリシリーズ『富士北麓ワールドトライアル』に於いて寺田明日香（パソナグループ）が女子100mハードルで、金沢イボンヌ（佐田建設）が2000年に記録した13秒00の日本記録（寺田自身も2019年8月17日に同タイムで走っていた）を更新する12秒97の日本新記録を更新した。また2025年には女子200mで井戸アビゲイル風果が22秒79の日本新記録を更新した。
2022年6月より女子サッカークラブ「FCふじざくら山梨」の主催試合に利用されている。
2023年1月1日より公園北隣に本社を置く富士山の銘水が命名権を取得し、2025年12月31日までの間富士山の銘水スタジアムの名前になっている。
- 第2種公認競技場
- 全天候型トラック: 400m×8コース[3]
- フィールド: 107m×71m[3]
- 収容観客数: 11,105人[3]
  - メインスタンド（固定席）: 1,105人[3]
  - 芝生スタンド: 10,000人[3]
- 照明設備：1500ルクス照明塔4基。

### 野球場

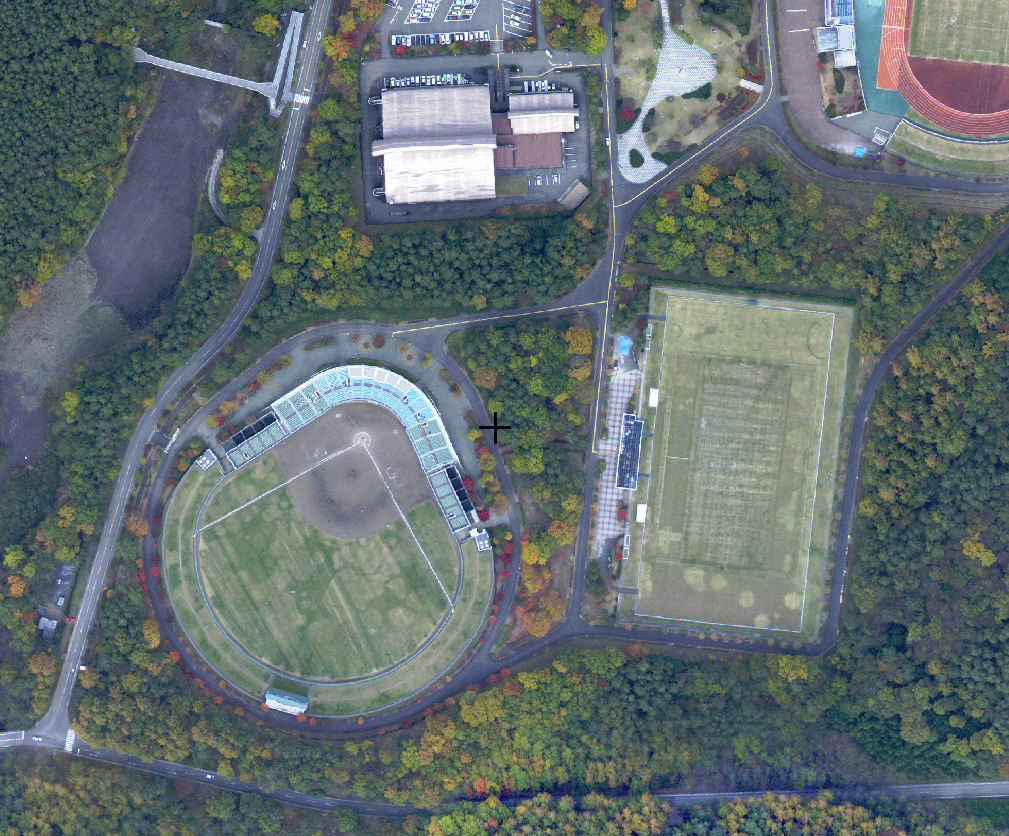
野球場と球技場

正式名称は山梨県富士北麓公園野球場（やまなしけん・ふじほくろくこうえん・やきゅうじょう）であるが、単に富士北麓球場と呼ばれることがある。夏の高校野球など高校野球の試合も行われる（甲府市の小瀬・山日YBS球場等との併催）が、上述の通り霧が発生しやすい気象条件ため試合が続行できないこともしばしばある。近年では2005年夏季県大会にて、吉田高校対韮崎高校の試合は6回まで1-1の接戦だったが、濃霧によってノーゲームとなり、再試合は9-1で吉田が韮崎にコールド勝ちしたというエピソードがある。このため一時期は1～2日間のみ開催であったが、2008年より緑が丘球場で高校野球をはじめとする硬式野球の開催ができなくなった関係から小瀬とともに再び試合数が増加している。関東地区高等学校野球大会では2011年の秋季大会では天候等の理由で使用されなかった（小瀬1球場のみで開催）が、2015年の春季大会では使用されている。
2025年よりベースボール・チャレンジ・リーグ（ルートインBCリーグ）のリーグ戦に参加する山梨ファイアーウィンズが公式戦を実施する予定で、同年シーズンのホーム開幕戦の開催球場に決定した。同年シーズンの日程では7試合を実施する予定である。
富士山のふもとの標高1100mにあることから、高校県大会のもう一つの会場である小瀬（同250m）に比べて標高が高いので、打球が飛びやすいとする意見がある。
- 収容観客数:13,449人（内野席3,957人、外野芝生席9,492人）[3]
- 両翼：92m, 中堅：120m[3]
- 内野：土、外野：天然芝[3]
- スコアボード：パネル式

### 体育館
メインとサブの2つのアリーナがあり、バスケットボールやバドミントンの試合会場として使用されている。メインアリーナにはスタンドがあり、うち1階部分は可動式となっている。
- 面積：メイン1,794m2(39m×46m), サブ540m2(30m×18m)[3]
- 天井高：メイン15m, サブ8m[3]
- 収容観客数:（1階770名、2階944名、立見席500名、障害者用20名）[3]
- トレーニング室

### 球技場
サッカーやラグビーの試合会場として使用される。
- フィールド：80m×154m[3]
- 収容観客数:5,600名

### 屋内練習走路
2018年8月より供用開始。雨天時の陸上トラック競技の練習場として使用される。
- 走路：130m×5レーン
- 走幅跳用砂場：1箇所
- 棒高跳用突き箱：1箇所

### フリーウエイトトレーニング室
2018年4月より供用開始。陸上競技場の付帯施設として設置された。

## 交通アクセス
- 富士山麓電気鉄道富士急行線富士山駅または河口湖駅下車、タクシーで約15分。
  - 公園に直接アクセスする公共交通機関は無いが、上記両駅より富士急バス「富士山五合目」行きが出ており[注 1]、「富士スバルランド」停留所（富士山駅より18分、河口湖駅より8分）にて下車。そこから富士山方面に歩き生物多様性センター内の遊歩道を経て徒歩約12分。
- 中央自動車道河口湖インターチェンジ、東富士五湖道路富士吉田インターチェンジ下車、約10分。
  - 途中富士山有料道路を通るが、公園前の交差点までは無料区間である。